# 五齿狸藻
五齿狸藻（學名：Utricularia quinquedentata）为狸藻屬一年生陆生食虫植物。其种加词“quinquedentata”来源于拉丁文“quinque”和“dentatus”，意为“五”和“齿形”，指其五角状的花朵。五齿狸藻分布于澳大利亚北部，从西澳大利亚北至昆士兰，南至布里斯班。其陆生于岩石间潮湿的砂质土壤中，海拔分布范围为1000米至1600米。19世纪90年代初，费迪南德·冯穆勒最先确定该类群可能是一个新物种或新变种，并指出其“类似白花狸藻（U. albiflora）或密切相关的物种“。费迪南德·冯穆勒也将一份标本标记为五齿白花狸藻（U. albiflora var. quinquedentata）。1986年，彼得·泰勒正式描述了五齿狸藻。

## 外部連結
- 食虫植物照片搜寻引擎中五齿狸藻的照片（页面存档备份，存于）

 维基共享资源上的相關多媒體資源：五齿狸藻
 維基物種上的相關：五齿狸藻